# Поддьяков, Николай Николаевич
Никола́й Никола́евич Поддья́ков (4 октября 1929 года, Томск, СССР — 8 января 2021 года, Москва, Россия) — советский и российский психолог, исследователь в области педагогики и психологии дошкольного образования. Доктор психологических наук (1974), кандидат педагогических наук (1960), профессор (1981), действительный член Российской академии образования (действительный член Академии педагогических наук СССР с 1990 года). Директор НИИ дошкольного воспитания АПН СССР (1981—1992).

## Биография
Родился 4 октября 1929 года в Томске.
В 1953 году окончил философский факультет МГУ имени М. В. Ломоносова (отделение психологии), в 1957 году — аспирантуру Института психологии Академии педагогических наук РСФСР. Ученик советского психолога А. В. Запорожца.
После окончания аспирантуры работал в Институте психологии АПН РСФСР. В 1960 году успешно защитил диссертацию на соискание учёной степени кандидата педагогических наук (тема — «Особенности ориентировочной деятельности у дошкольников при формировании и автоматизации практических действий»).
С 1965 года по 1981 год возглавлял лабораторию умственного воспитания в Научно-исследовательском институте дошкольного воспитания АПН СССР (с 1992 года — Исследовательский центр семьи и детства, в 1998—2004 годы — Институт дошкольного образования и семейного воспитания, ныне — Институт изучения детства семьи и воспитания Российской академии образования).
В 1970 году был награждён медалью «За доблестный труд. В ознаменование 100-летия со дня рождения Владимира Ильича Ленина». В 1974 году успешно защитил диссертацию на соискание учёной степени доктора психологических наук (тема — «Развитие допонятийных форм мышления в дошкольном детстве»). В 1978 году был избран членом-корреспондентом АПН СССР.
В 1981—1992 годы Поддьяков занимал должность директора НИИ дошкольного воспитания АПН СССР. Сменил на этом посту А. В. Запорожца, скончавшегося в 1981 году. С 1990 года — действительный член АПН СССР.
В 1993 году Поддъяков был избран действительным членом Российской академии образования (отделение психологии и возрастной физиологии). Также являлся заведующим лабораторией Центра «Дошкольное детство» им. А. В. Запорожца Московского комитета образования и сотрудником отделения дошкольного образования и детского творчества РАЕН.
Скончался Поддьяков 8 января 2021 года.

## Научная деятельность
Первые научные работы Поддьякова были посвящены вопросам изучения ориентировочно-исследовательской деятельности детей дошкольного возраста. В рамках развития данного направления им была разработана оригинальная теория познавательного развития детей, которая, как подчёркивается на официальном сайте Российской академии образования, имеет «фундаментальное общепсихологическое значение».
В сферу научных интересов Поддьякова входил широкий круг проблем умственного развития и воспитания дошкольников. Им изучались закономерности допонятийных форм мышления детей дошкольного возраста. Как отмечается в «Российской педагогической энциклопедии», именно Поддьяков «впервые в качестве самой ранней формы мышления выделил наглядно-образное мышление», а также выделил в общей структуре познавательной сферы ребёнка «специфику внутренних противоречий её основных компонентов как движущей силы умственного развития».
Поддьяковым исследовались особенности становления категориальной структуры мышления и поисковой деятельности детей дошкольного возраста, роль неопределённых представлений и знаний в умственном развитии дошкольников, структура и функции детского экспериментирования, специфика развития объяснительной речи в дошкольном возрасте. Им также разрабатывались вопросы содержания и методов умственного воспитания детей. Поддьяков является автором понятия «игровая позиция» (игровое отношение к жизни), используемого для обозначения одного из важнейших качеств личности дошкольника. Уделял внимание учёный и проблемам психического развития и творчества детей, изучая, в частности, проблему саморазвития: в 1983 году им была выделена способность дошкольников самостоятельно строить все более сложные иерархические структуры собственной внешней и внутренней деятельности.
В 1980-е годы Поддьяков совместно с сотрудниками НИИ дошкольного воспитания разработал фундаментальное направление научных исследований формирования и развития творчества у дошкольников. С 1975 года по 1992 года, как отмечается на официальном сайте Российской академии образования, Поддьяковым и его коллегами осуществлялась «интенсивная широкомасштабная реализация приоритетной проблематики детского творчества как в теоретических, так и в экспериментальных работах». Результатом данных крупных научных исследований стали монографии «Умственное воспитание дошкольников» (1972), «Мышление дошкольника» (1977), «Содержание и методы умственного воспитания в детском саду» (1980), «Развитие мышления и умственное воспитание дошкольников» (1985), «Творчество и саморазвитие детей дошкольного возраста» (1994), «Закономерности психического развития ребенка» (1997). Труды Поддьякова и коллег получили признание в научном сообществе и были переведены на немецкий, английский, испанский, японский, польский и другие языки. В целом за годы научной деятельности Поддьяков стал автором более 150 работ.

## Оценки и мнения
Опубликованная в 1977 году монография Поддьякова «Мышление дошкольника», по мнению доктора психологических наук, профессора В. Т. Кудрявцева и доктора психологических наук, профессора В. В. Рубцова, стала «безусловным событием в науке» и «заставила принципиально по-новому взглянуть на феномены детского интеллекта, высветила его неизведанные и неожиданные грани». «Обычно такие книги способны „одеть автора в бронзу“ уже при жизни. Но только не Николая Николаевича. Он идет дальше: смело берется за исследование сложнейшей проблемы спонтанности психического развития, его внутренней противоречивости, выполняя завет своего учителя Александра Владимировича Запорожца», — подчёркивают учёные, также отмечая, что Поддьякова можно считать «патриархом детской психологии». «Разработки Н. Н. Поддьякова и его научной школы легли в основу развивающего дошкольного образования, масштабных инноваций в этой сфере, которые развернулись со второй половины 1980-х гг. и продолжают осуществляться в детских садах XXI века», — резюмируют Кудрвяцев и Рубцов.
Доктор психологических наук, профессор А. Г. Асмолов пишет, что именно Поддьяков, которого он называет «удивительным человеком и мудрым психологом» и «Льюисом Кэроллом нашего времени», «ясно увидел, что в основании мира детства лежит самое фундаментальное свойство живых систем — непрерывный поиск, неопределённые догадки и угадывания, действие которых выводит за пределы рациональной картины мира». Учёный отмечает, что в своих работах Поддьяковым рассматриваются связанные с «противоречивой игрой хаоса и порядка» механизмы самообновления в развитии сложных систем. По мнению Асмолова, одно из открытий Поддьякова, заключающееся в том, что «нет ничего более важного в развитии ребёнка, чем неопределённые, спонтанные, скрытые, неясные знания», до сих пор не получило признания.